# Dapsilarthra levisulca
Dapsilarthra levisulca är en stekelart som beskrevs av Griffiths 1968. Dapsilarthra levisulca ingår i släktet Dapsilarthra och familjen bracksteklar. Inga underarter finns listade i Catalogue of Life.